# 札幌市交通局320形電車
札幌市交通局320形電車（さっぽろしこうつうきょく320がたでんしゃ）は、札幌市交通局が1957年に導入した札幌市電の路面電車車両である。

## 概要
1957年（昭和32年）に登場した。321～327号の7両。同年は札幌市交通局の前身である札幌市電気局の開局30周年であったこともあり、型式名は当時の高田冨與市長により昭和32年にちなんだ320形と名づけられ、580形から若返った番号となった。
正面は同時代の他都市のナニワ工機製車両と共通する3枚窓で、中央の固定窓を左右の開閉可能窓ではさむ構成である。前照灯は腰部と上部の2灯となり、全体のフォルムと共に、330形以降の札幌スタイルの兆しが見られる。
登場当初の塗色は窓周りが淡緑、ほかは濃緑であった。後に330形と同様の塗色に変更されたが、ステンレスの飾り帯は付けられず、白帯となった。
ワンマン化改造が施されたが、一条線廃止に伴い、1973年（昭和48年）4月に廃車となった。

## 改造

### 方向幕
製造当初は正面中央上部に小型のものが設置されていたが、1960年（昭和35年）に大型化する改造を行った。

### 台車
軸箱を緩衝ゴムで巻いて台車枠に取り付けることで軸ばねを省略する簡単な構造の台車であったが、振動が大きく乗り心地が悪いため、軸箱下部に板ばねを設けて台車枠と連結する改造を行った。この改造でも振動はあまり改善されなかった。

### ワンマン化
1971年（昭和46年）にワンマン化改造を行った。内容は車内各部への確認ミラー取り付けやワンマン機器の設置であった。同時に制御器を東京都電8000形の廃車発生品に交換して間接非自動制御とした。改造車は側面の白帯を蛍光色の赤帯に変更して識別した。

## 保存車
321号が札幌市交通資料館に保存されている。ほかに323号が中央区内の個人宅に、326号が白石区内、325号、327号が北区内の法人にそれぞれ引き取られて倉庫等で使用されたが、323・325・327号は解体された。

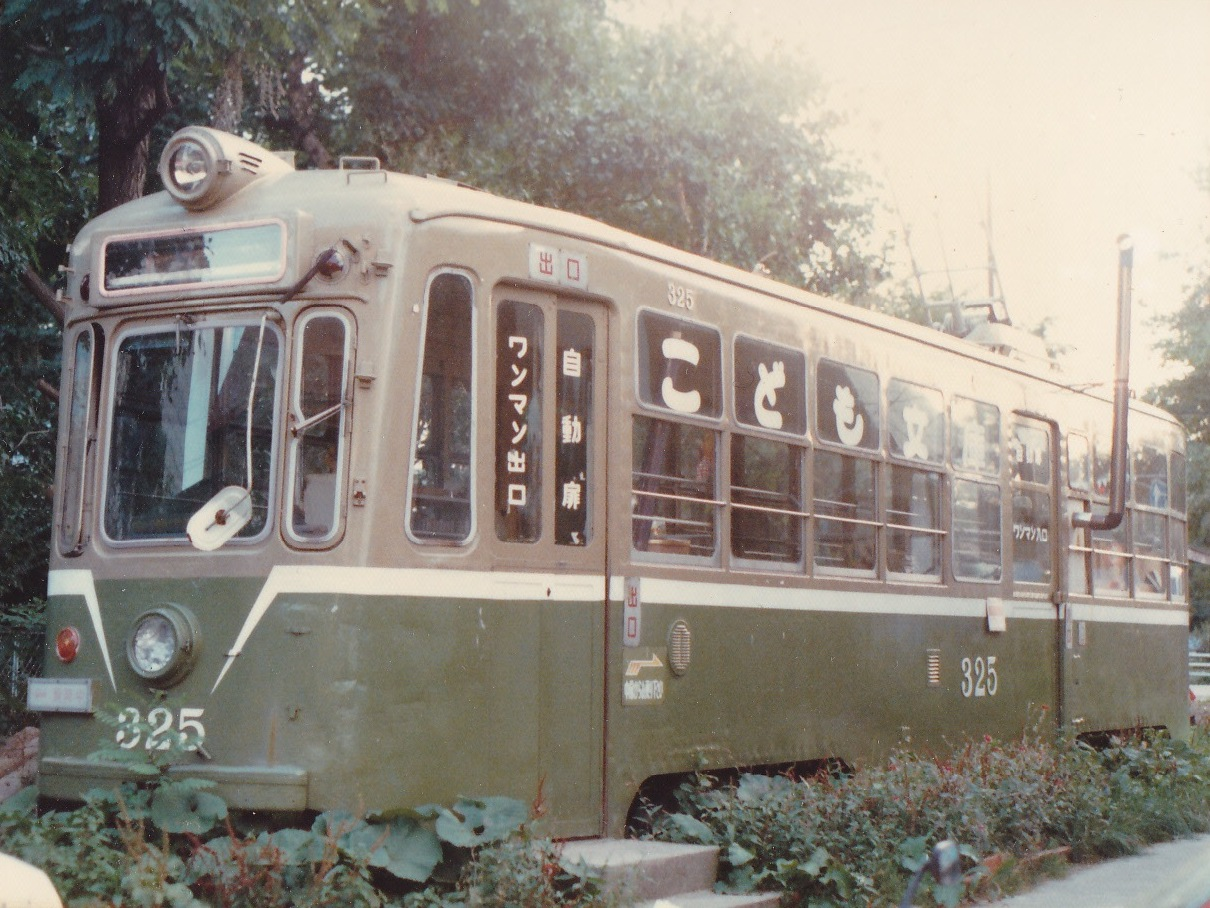
札幌ハウスYHの近所の教会で児童図書館として使われていた325号（1981.9.10撮影）

## 主要諸元
- 全長：12,500mm
- 全幅：2,230mm
- 全高：3,690mm
- 自重：14.0t
- 定員：95人
- 出力・駆動方式：38.0kW×2・吊り掛け式
- 台車：東急車輌TS-305